# Tribunal supérieur de justice de Madrid
Le tribunal supérieur de justice de Madrid (en espagnol : Tribunal Superior de Justicia de Madrid, TSJM) est la plus haute juridiction de l'ordre judiciaire et administratif de la communauté de Madrid.
Relevant de la catégorie des tribunaux supérieurs de justice (TSJ), il entre en fonction le 23 mai 1989.